# Milano-Torino 2025
La Milano-Torino 2025, centoseiesima edizione della corsa e valevole come dodicesima prova dell'UCI ProSeries 2025 categoria 1.Pro, si svolse il 19 marzo 2025 su un percorso di 174 km, con partenza da Rho e arrivo a Superga, in Italia. La vittoria fu appannaggio del messicano Isaac Del Toro, il quale completò il percorso in 3h56'49", alla media di 44,085 km/h, precedendo il britannico Ben Tulett e il norvegese Tobias Halland Johannessen.

## Squadre partecipanti
| N.    | Cod. | Squadra                    |
| ----- | ---- | -------------------------- |
| 1-7   | XAT  | XDS Astana Team            |
| 11-17 | EFE  | EF Education-EasyPost      |
| 21-27 | EKP  | Equipo Kern Pharma         |
| 31-37 | IWA  | Intermarché-Wanty          |
| 41-47 | IPT  | Israel-Premier Tech        |
| 51-57 | JCL  | JCL Team Ukyo              |
| 61-67 | MBH  | MBH Bank Ballan CSB        |
| 71-77 | MOV  | Movistar Team              |
| 81-87 | Q36  | Q36.5 Pro Cycling Team     |
| 91-97 | TFT  | Solution Tech Vini Fantini |

| N.      | Cod. | Squadra                       |
| ------- | ---- | ----------------------------- |
| 101-107 | RKT  | Unibet Tietema Rockets        |
| 111-117 | TPP  | Team Picnic PostNL            |
| 121-127 | PTV  | Team Polti VisitMalta         |
| 131-137 | TVL  | Team Visma-Lease a Bike       |
| 141-147 | TEN  | TotalEnergies                 |
| 151-157 | TUD  | Tudor Pro Cycling Team        |
| 161-167 | UAD  | UAE Team Emirates XRG         |
| 171-177 | UXM  | Uno-X Mobility                |
| 181-187 | VBF  | VF Group-Bardiani CSF-Faizanè |

## Ordine d'arrivo (Top 10)
| Pos. | Corridore           | Squadra  | Tempo    |
| ---- | ------------------- | -------- | -------- |
| 1    | Isaac Del Toro      | UAE      | 3h56'49" |
| 2    | Ben Tulett          | Visma    | a 1"     |
| 3    | T. H. Johannessen   | Uno-X    | a 9"     |
| 4    | Adam Yates          | UAE      | a 24"    |
| 5    | Einer Rubio         | Movistar | a 27"    |
| 6    | A. H. Johannessen   | Uno-X    | a 34"    |
| 7    | J. A. Cepeda        | EF       | a 37"    |
| 8    | Lorenzo Fortunato   | XDS      | a 38"    |
| 9    | Harold Martín López | XDS      | a 40"    |
| 10   | Michael Storer      | Tudor    | a 41"    |